# 绍兴轨道交通

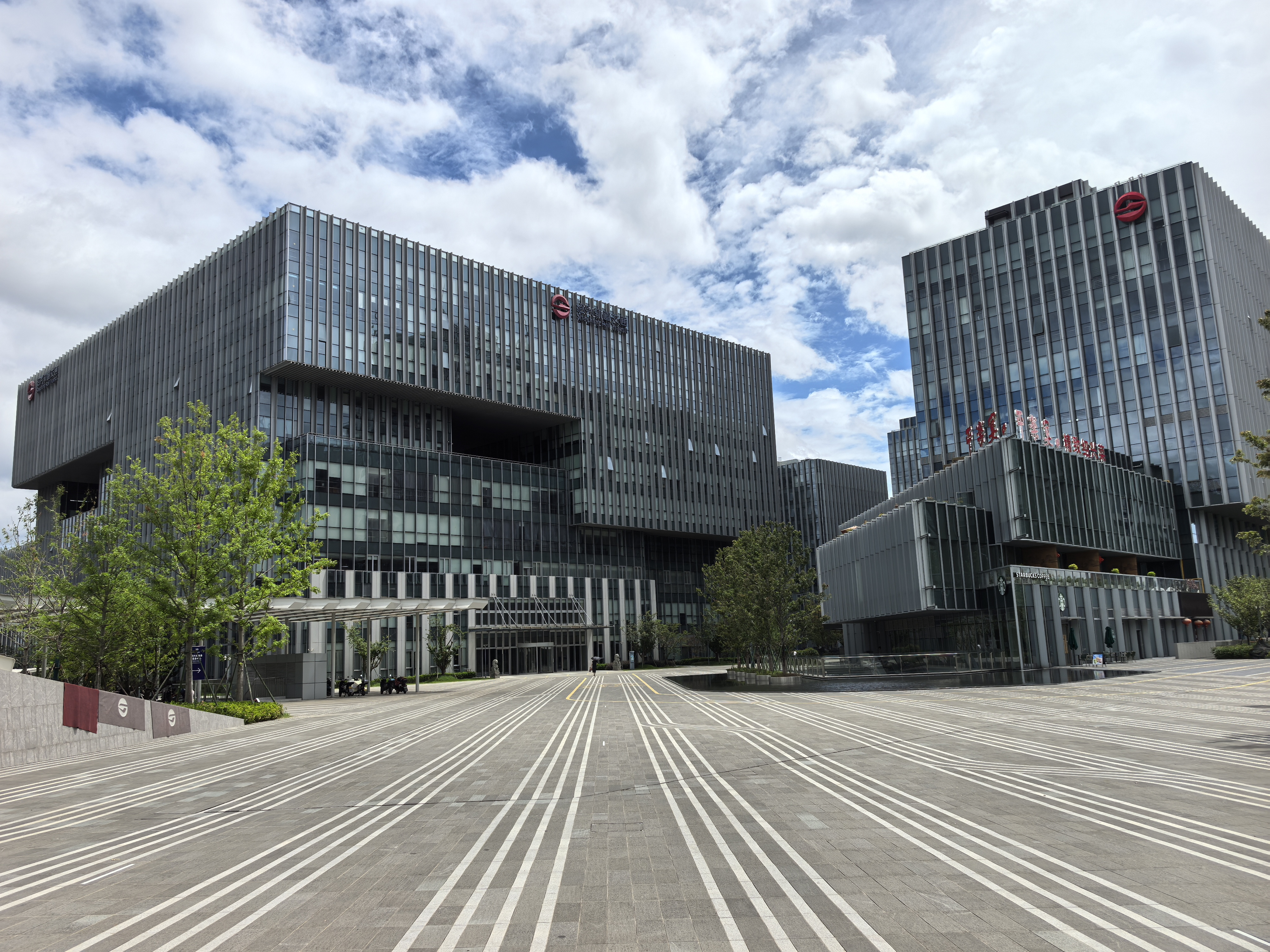
位于梅山广场站附近的绍兴市轨道交通集团总部

绍兴轨道交通是中华人民共和国浙江省绍兴市和杭州市运营和建设中的城市轨道交通系统，包含地铁和市域铁路，其首条地铁线路绍兴轨道交通1号线（柯桥段）于2021年6月28日开通运营，主线则于2022年4月29日开通运营。首条市域铁路绍兴城际线（S1线）于2018年4月18日开通运营。
截至2025年6月，绍兴轨道交通共运营2条地铁，为绍兴轨道交通1号线（含支线）及2号线；运营1条市域铁路线路，为绍兴城际线（S1线）（已并入杭州－绍兴－宁波城际线）；共有1条线路在建：为绍兴轨道交通1号线（支线）。
2023年5月，绍兴市城市轨道交通第二期建设规划获得批复。

## 运营线路
|              |                    |               |               |                |                |          |                   |          |                            |  |
| 线路名称     | 线路名称           | 首段开通日期  | 最近延伸日期  | 起点站／终点站 | 起点站／终点站 | 车站数目 | 运营长度 （公里） | 车型编组 | 车辆段 / 停车场            |  |
| 地铁         |                    |               |               |                |                |          |                   |          |                            |  |
|              | 1号线              | 2021年6月28日 | 2022年4月29日 | 姑娘桥         | 芳泉           | 27       | 47.1              | 6B       | 万绣路车辆基地、鉴湖停车场 |  |
| 2024年4月1日 | 1号线              | 2025年6月30日 | 会展中心      | 黄酒小镇       | 6              | 7.3      | 6B                |          |                            |  |
|              | 2号线              | 2023年7月26日 |               | 人民医院总院   | 檀渎           | 9        | 10.8              | 4B       |                            |  |
| 市郊铁路     |                    |               |               |                |                |          |                   |          |                            |  |
|              | 绍兴城际线（S1线） | 2018年4月18日 | 2020年7月1日  | 杭州南         | 上虞           | 4        | 64                | 8节CRH6  | 漓铁存车场                 |  |

注释
1. ↑  利用萧甬铁路开行；与上海铁路局共同运营

## 历史
- 2011年，开展绍兴市城市轨道交通线网规划研究的各项工作。
- 2013年1月，绍兴市政府正式批复同意《绍兴市城市轨道交通线网规划》。[12]
- 2014年11月7日，《绍兴市城市轨道交通线网规划》通过审议。绍兴市区城市轨道交通线路共计6条，总长约264.6千米。其中一期建设2条，分别为绍兴轨道交通1号线主线（芳泉至笛扬路）及支线（站前大道至柯桥客运中心）、绍兴轨道交通2号线一期（越西路至越兴路）。规划线路长度约为74.8千米，估算投资约377亿元。[13]
- 2016年5月28日，中华人民共和国国家发展和改革委员会正式批复绍兴市城市轨道交通第一期建设规划（2016-2021年）。[14]绍兴成为浙江省内第三个获准修建地铁的城市。[15]
- 2016年10月13日，浙江省发展和改革委员会批复杭州至绍兴城际铁路工程初步设计，由绍兴市柯桥区轨道交通集团有限公司建设，与绍兴轨道交通1号线接轨贯通。[16]
- 2018年3月28日，绍兴风情旅游新干线（已并入杭州－绍兴－宁波城际线）“鉴湖号”城际动车组从绍兴站驶出，标志着绍兴风情旅游新干线开通试运行。同年4月18日，经改造的市域铁路绍兴风情旅游新干线开通运营。同年9月29日，钱清站投入运营。
- 2019年3月6日，绍兴市轨道交通建设指挥部办公室与北京市基础设施投资有限公司联合体正式签约绍兴轨道交通1号线PPP项目。同年7月10日，绍兴风情旅游新干线和宁波至余姚城际铁路贯通运营，合并后线路名称为杭州－绍兴－宁波城际线。
- 2020年3月1日上午，绍兴轨道交通2号线一期工程正式开工建设。
- 2020年7月1日，绍兴城际线延长至杭州南站，标志着绍兴轨道交通运营线路正式进杭。9月10日，随着“越兴号”盾构机破壁而出，绍兴地铁1号线大庆寺站-高教园区站区间右线贯通。9月24日，杭绍城际铁路首列电客车接车仪式在柯桥区万绣路车辆基地举行。首列电客车进驻车辆基地，标志着杭绍城际铁路机电工程进入全面建设阶段。
- 2021年6月28日，绍兴轨道交通1号线柯桥段（姑娘桥至中国轻纺城）开通运营[2]。
- 2022年4月29日，绍兴轨道交通1号线（中国轻纺城至芳泉）开通运营[9]。
- 2023年5月，绍兴市轨道交通二期建设规划获得批复[8]。
- 2023年7月26日，绍兴轨道交通2号线开通运营[17]。
- 2024年4月1日，绍兴轨道交通1号线支线（黄酒小镇站-大庆寺站）开通运营[18]
- 2025年6月30日，绍兴轨道交通1号线支线（绍兴北站-会展中心站）开通运营。[19]

## 未来发展
| 线路名称     | 线路名称     | 预计开通日期 | 起点站／终点站 | 起点站／终点站 | 车站数目     | 运营长度 （公里） | 车型编组     | 车辆段 / 停车场 | 开工日期      | 状态         |
| 市区地铁路线 | 市区地铁路线 | 市区地铁路线 | 市区地铁路线   | 市区地铁路线   | 市区地铁路线 | 市区地铁路线      | 市区地铁路线 | 市区地铁路线    | 市区地铁路线  | 市区地铁路线 |
| ------------ | ------------ | ------------ | -------------- | -------------- | ------------ | ----------------- | ------------ | --------------- | ------------- | ------------ |
|              | 2号线二期    | 2028年       | 檀渎           | 梁祝大道       | 7            | 26                | 6B           | 曹娥车辆段      | 2024年2月18日 | 建设中       |
|              | 4号线一期    | 2030年       | 黄酒小镇       | 银桥路         | 15           | 20.3              | 4B           | 青甸湖车辆段    | 2025年2月8日  | 建设中       |
|              | 5号线一期    | 待定         | 天姥路         | 世纪街         | 12           | 15.3              | 4B           | 袍中路车辆段    | 未知          | 规划中       |

### 线路一览
- 1号线分为主线和支线两支，衔接于黄酒小镇站。主线与杭绍城际铁路于柯桥区境内的中国轻纺城站贯通运行，此后继续沿群贤路向东，至站前大道路口转向南，沿站前大道向南，至体育路转为沿体育路向东，至解放大道转为沿解放路向南，终于解放南路、芳泉路路口的芳泉站，长26.8千米，设18座车站。支线起自会展中心站，沿绸缎路向东至绍兴北站后转向南，沿站前大道敷设至体育路，在黄酒小镇站并入主线，长7.3千米，设6座车站。
- 杭绍城际铁路（现称1号线柯桥段）连接绍兴市柯桥区中国轻纺城和杭州市萧山区姑娘桥，是绍兴地铁1号线的一部分，于2016年-2017年陆续开工，2021年6月28日开通运营[2]。
- 2号线全长19.4公里，共有5个换乘站，主要为加强柯桥与袍江之间的联系，远期与滨海新区相连。
- 3号线全长28.5公里，共有6个换乘站，主要为加强柯桥－越城区－东部生态产业园之间的联系，远期预留与上虞轨道交通对接的接口，轨道交通3号线是重要的东西向轨道线路。
- 4号线全长15.6公里，共有5个换乘站，主要为加强袍江与越城区之间的联系，远期向北向南连接滨海新区与南部鉴湖镇。
- 绍兴城际线（绍兴市域铁路S1线）[11]于2018年开通，利用萧甬铁路开行，与上海铁路局共同运营。
- 绍兴市域铁路S2线（绍兴至诸暨）从绍兴主城区南部引出，经漓渚、店口等集镇至诸暨主城区，线路正线全长约60公里。[23]
- 绍兴市域铁路S3线（绍兴至嵊州新昌）从绍兴主城区南部引出，经平水、章镇、三界等集镇至嵊州、新昌城区，线路正线全长约86公里。[23]

## 票务规则
根据绍兴地铁的票务规则，绍兴轨道交通与杭州地铁同网计价，其地铁票包括单程票、旅游票、纪念票等，以及绍兴市民卡发行的标准储值卡、银联标准IC卡、符合交通部互联互通标准的交通卡、绍兴地铁乘车码以及由杭州、海宁发行的可在绍兴地铁使用的票卡码。绍兴地铁与杭州地铁、杭海城际实行一票通乘。

### 基本票价
绍兴地铁1号线和2号线均采用按照《绍兴市发展和改革委员会关于绍兴市轨道交通运价的批复》（绍市发改价[2021]4号）执行，采用计程票制，起步价为2元可乘4公里，4公里以上部分，4～12公里每1元可乘4公里，12～24公里每1元可乘6公里，24公里以上每1元可乘8公里。跨区域出行至杭州地铁、杭海城际时，票价采用分段计价法，即按绍兴段、杭州段、海宁段分别计算后进行叠加。在绍兴地铁范围内，普通乘客使用单程票乘车，如只乘坐一站的，按起步价2元计费。

### 车票种类
绍兴地铁支持以下种类的地铁票：
单程票
在发售当日、当站使用有效，可在绍兴地铁、杭州地铁、杭海城际线网范围内使用，出闸时回收。
互联互通旅游票
自发售之日起6个月内可在绍兴地铁、杭州地铁、杭海城际线网范围内使用。其中，一日票可在首次刷卡进闸后24小时内无限次乘车；三日票可在首次刷卡进闸后72小时内无限次乘车。出站后5分钟内不能在同一车站进站。不记名，不办理挂失、退票手续。
绍兴地铁旅游票
自发售之日起6个月内仅可在绍兴地铁线网范围内使用，不可跨区域至杭州地铁、杭海城际使用。其中，一日票可在首次刷卡进闸后24小时内无限次乘车；三日票可在首次刷卡进闸后72小时内无限次乘车。出站后5分钟内不能在同一车站进站。不记名，不办理挂失、退票手续。
互联互通纪念票
在有效期内可在绍兴地铁、杭州地铁、杭海城际线网范围内使用，不记名，不办理挂失、退票手续。
绍兴地铁纪念
在有效期内仅可在绍兴地铁线网内使用，不可跨区域至杭州地铁、杭海城际使用。不记名，不办理挂失、退票手续。
银联IC卡
刷卡时，卡内可用额度需大于等于绍兴地铁、杭州地铁、杭海城际全线网单程最高票价。
使用优惠类票卡乘坐地铁时，只限本人使用，并需携带本人有效证件，以备核查。

### 优惠规则
根据《绍兴地铁票价优惠实施细则》，绍兴地铁实施以下优惠政策：
1. 离休干部、军人、残疾军人、国家综合性消防救援人员、因公致残的人民警察、烈士遗属、因公牺牲军人遗属、病故军人遗属、全国劳模、浙江省无偿献血荣誉证获得者、重度残疾人，可凭本人的离休干部荣誉证、警官证（军籍）、军官证、士兵证、学员证（军籍）、军官退休证、中华人民共和国残疾军人证、国家综合性消防救援队伍干部证、国家综合性消防救援队伍消防员证、国家综合性消防救援队伍退休证、国家综合性消防救援队伍学员证、中华人民共和国伤残人民警察证、浙江省烈士遗属优待证、浙江省因公牺牲军人遗属优待证、浙江省病故军人遗属优待证、浙江省无偿献血荣誉证、中华人民共和国残疾人证等有效证件或相应乘车卡免费乘车。持证乘客可到车站客服中心领取免费单程票从闸机进、出站。绍兴市、杭州市和海宁市户籍轻度残疾人须凭乘车卡免费乘车。
2. 70周岁及以上老年人，凭有效证件在法定工作日高峰时段（7:00-8:30；17:00-18:30，以进入地铁付费区时间为准）享受半价优惠，其余时段免费乘车。
  1. 非高峰时段：持长者卡（70周岁以上）从闸机进、出站。若无上述免费乘车卡，凭本人有效证件，在车站客服中心领取免费单程票从闸机进出站。
  2. 法定工作日高峰时段：持长者卡在法定工作日高峰时段不能使用，乘客需凭本人有效证件在车站客服中心购买半价单程票，从闸机进出站。
3. 60-69周岁的老年人，持长者卡（60-69周岁）乘坐地铁时，因在充值时已实行“充一送一”优惠，按单程票票价从电子钱包中全额扣款。无上述优惠卡的老年人，凭本人有效证件，到车站客服中心购买半价单程票从闸机进、出站。
4. 成年乘客可免费携带身高不足1.3米的儿童乘车。（身高1.3米以下的儿童不得单独乘车。）
5. 未满18周岁的公民，凭本人有效证件或持学生卡乘坐地铁时，享受绍兴地铁线网范围内单程票票价5折的优惠。
6. 持绍兴地铁普通储值卡（绍兴通•普通卡、第三代社会保障市民卡）可绍兴地铁线网范围内单程票票价的9.1折优惠，杭州地铁、杭海城际部分不享受优惠。
7. 绍兴市内地铁公交联程优惠：持绍兴市第三代社会保障市民卡、绍兴通卡的乘客，在绍兴公交上车刷卡后90分钟内在绍兴地铁进站闸机刷卡，或从绍兴地铁出站闸机刷卡后90分钟内在绍兴公交上刷卡（均需使用同一张卡），可享受1次联乘优惠，但是90分钟内已享受地铁与公交、公交与公交间换乘优惠的不再重复享受。其中，使用三代市民卡•学生卡、绍兴通•学生卡、三代市民卡•长者卡（60-69周岁）、绍兴通•长者卡（60-69周岁）的最高优惠1元，使用三代市民卡•普通卡、绍兴通•普通卡的最高优惠2元。实际票价超过最高优惠额的扣除差价，低于或等于最高优惠额的免费乘坐。但是，仅采用地铁单种交通方式出行的乘客，不享受换乘优惠。公交地铁换乘优惠仅针对绍兴市民卡公司发行的储值卡，在绍兴公交和绍兴地铁换乘时享受。